# 岩作村
岩作村（やざこむら）は、愛知県愛知郡にあった村。現在の長久手市の一部にあたる。

## 地理
香流川の上流域に位置していた。

## 歴史
- 江戸時代は、尾張藩領、水野代官所支配であった[2]。
- 1881年（明治14年）岩作郵便取扱所開設[2]
- 1883年（明治16年）夏、大旱魃により農作物に大きな被害を受けた[2]。
- 1889年（明治22年）10月1日、町村制の施行により、愛知郡岩作村が単独で村制施行し、岩作村が発足[1][2]。大字は編成せず[2]。
- 1906年（明治39年）5月10日、愛知郡長湫村、上郷村と合併し、長久手村を新設して廃止された[1][2]。合併後は、長久手村岩作となった[2]。

### 地名の由来
本来は石作神社の社名になる石作郷であったが、音の短縮と同義字の併用から岩作に転じた。

## 産業
- 農業、養蚕、亜炭[2]

## 教育
- 1873年（明治6年）教円寺に帰厚学校を開設[2]。1874年（明治7年）岩作学校に改称[2]。1887年（明治20年）尋常小学岩作学校となる[2]。1894年（明治27年）岩作尋常小学校に6か村組合立の高等部を併置[2]。